# Moonshadow (videogioco)
Moonshadow è un videogioco di avventura dinamica a piattaforme, ambientato in un sotterraneo popolato da mostri, pubblicato nel 1990 per Commodore 64 dalla Idea.

## Trama
In un mondo fantastico gli abitanti sono protetti da un satellite luminoso, che sta per subire un'eclissi causata da un altro satellite oscuro appartenente alle forze del male (da cui il titolo, traducibile "ombra lunare"). Il Grande Serpente Terrestre, una potente creatura del male, approfitterà dell'eclissi per sterminare il bene. Il protagonista è un eroe solitario a torso nudo che si avventura nella dimora sotterranea del Serpente per colpirlo prima che si completi l'eclissi. Si inizia in superficie per poi scendere in caverne e costruzioni sottoterra, affrontando vari tipi di mostri minori. Gran parte del gioco consiste nella ricerca di un antico amuleto che permette infine di sconfiggere il Serpente.

## Modalità di gioco
Il gioco si svolge in un labirinto da esplorare di oltre 150 schermate statiche, collegate in orizzontale o verticale. Ogni schermata ha visuale laterale, con piattaforme e spesso scale a gradoni. L'intero gioco è composto da tre sezioni distinte. Molte schermate sono popolate da nemici da evitare o uccidere, tra cui pipistrelli, goblin, piccoli draghi, tentacoli che spuntano dal suolo, trappole. I nemici si trovano in posizioni predefinite e non ricompaiono una volta eliminati.
Il protagonista può correre in orizzontale, saltare e abbassarsi. Inizialmente è armato con un coltello che può lanciare in orizzontale con munizioni illimitate, in seguito può trovare anche un'ascia da lancio e un globo di energia, e passare quando vuole da un'arma all'altra.
L'energia vitale del personaggio è rappresentata da un pugnale che si avvicina sempre più a un cuore. C'è una sola vita e il gioco termina se il cuore viene trafitto o se scade il tempo, rappresentato da una luna che si eclissa gradualmente.
Ci sono diversi oggetti da trovare e usare opportunamente per risolvere enigmi e superare ostacoli. Si possono trasportare fino a 6 oggetti, mostrati in un inventario grafico in cima allo schermo, accessibile con la tastiera. Tra i tipi di oggetti ci sono chiavi per aprire porte, pozioni per ricaricare l'energia, mappe che quando usate permettono di vedere la mappa del labirinto, ma solo dei luoghi già visitati. In fondo allo schermo, sotto i vari indicatori di stato, c'è un'area per i messaggi scorrevoli, che tra l'altro descrive gli oggetti raccolti; esistono edizioni del gioco con testi in italiano e in inglese. L'inventario e l'area messaggi sono situati in quella che normalmente è la cornice a tinta unita dello schermo del Commodore 64, accessibile alla grafica con particolari tecniche di programmazione.

## Produzione
Moonshadow fu uno dei due prodotti di esordio del marchio Idea, insieme a Bomber Bob per Amiga. Inizialmente il titolo previsto era Gods of Wrath. Programmazione, grafica e sonoro vennero realizzati da Paolo Galimberti (Gorgonzola, 20 dicembre 1968), che fece uso di vari editor da lui precedentemente realizzati, tra cui un editor grafico apparso come listato sulla rivista MCmicrocomputer. La grafica dei livelli è ispirata al più noto The Sacred Armour of Antiriad, all'epoca il gioco preferito di Galimberti.